# Tehnologija u srednjovjekovnom islamskom svijetu
Tehnologija u srednjovjekovnom islamskom svijetu je imala svoje zlatno doba koje je trajalo od 8. stoljeća do sredine 13. stoljeća. Kalifi dinastije Omejida su vladali iz Damaska u Siriji. Tu je dinastija Omejida došla u dodir s obrazovanim Sirijcima i Perzijancima, koji su im služili kao tajnici i činovnici. Time je pomalo počelo heleniziranje islama. Čitavu administraciju Omejidskoga kalifata u Damasku vodili su grčki činovnici, na grčkom. Proces heleniziranja je ubrzan nakon godine 749., kada je na vlast došla dinastija Abasida. Kalif al-Manzur je godine 762. sagradio novi glavni grad, Bagdad, na rijeci Tigris. Grad je postao poznat po prilično intelektualnoj, sekularnoj (svjetovnoj) i tolerantnoj klimi. Carstvo se počelo pretvarati u centraliziranu državu, za što je bila potrebna snažna državna uprava. Takvu državnu upravu nisu mogli činiti ratnici, pa su se kalifi okrenuli obrazovanim Perzijancima, uglavnom onima koji su prešli na islam, a koji su pak bili oduševljeni starogrčkom učenošću. Do godine 1000. gotovo su sva dijela grčke medicine, filozofije prirode i matematičkih znanosti bili prevedeni na arapski. Prevedene su i mnoge perzijske i indijske knjige, ali one kasnije nisu prevedene na latinski i bile su stoga izgubljene za Zapad.

## Postignuća srednjovjekovne islamske tehnologije
Muslimanski su znanstvenici bili vjerni učenici starih Grka i upravo su time muslimani ušli u zapadnu znanstvenu tradiciju i postali znanstvenici ili filozofi prirode. Islamska je znanost bila izgrađena na grčkim temeljima i postupala je po grčkim načelima. Muslimanski znanstvenici nisu htjeli početi od početka, već nastaviti i dovršiti grčko djelo, i bili su svjesni tog odnosa spram prošlosti i svoje pripadnosti postojećoj tradiciji. Smatrali su da trebaju dovršiti, popraviti i prenijeti postojeće antičko znanje. Islamska je tehnologija ostala slična onoj starog Rima i istočnih drevnih civilizacija. U arhitekturi su preuzeli rimski luk, a ne grčki sustav stupova i nadvratnika. Poljodjelstvo je jako ovisilo o navodnjavanju, kao i u rimskim provincijama i svim civilizacijama Bliskog istoka.

### Poljodjelstvo
Uspjeh islama ovisio je i o njegovim ratnicima i o njegovim ratarima. Ratari su zaposjeli naplavne ravnice Mezopotamije i Egipta i, u pravoj poljoprivrednoj revoluciji, prilagodili nove i raznolike hranjive biljke mediteranskom ekosustavu: rižu, sirak, šećernu trsku, pamuk, patlidžan, špinat, artičoku, lubenicu, naranču, limun, bananu, trputac, mango, kokosovu palmu i druge. Uz pomoć dorađenih i povećanih sustava navodnjavanja i gnojenja, uspjeli su produljiti plodnu sezonu i povećati učinkovitost. Islamski su učenjaci ostavili niz rasprava o poljoprivredi i navodnjavanju, što pokazuje važnost tog pothvata. Također nalazimo razrađene rasprave o devama, konjima, pčelama i sokolovima (životinjama važnim islamskim ratarima i vladarima). Muslimani su uzgojili znamenitu merino ovcu, no najvažniji njihov doprinos tekstilnoj industriji bilo je širenje pamuka. Prvi su na Bliskom istoku i u Europi prihvatili pamuk za izradu svakidašnje odjeće. Od muslimana su Europljani preuzeli tehnike uzgoja i obrade pamuka.
Učinak te povećane poljodjelske učinkovitosti bio je tipičan: veliki rast populacije, urbanizacija, društveno raslojavanje, politička centralizacija te državno pokroviteljstvo više učenosti. Bagdad, utemeljen 762., postao je najvećim gradom na svijetu, oko 930. ga je nastanjivalo oko 1,1 milijun stanovnika. Kordoba je pod islamskom vlašću dosegla populaciju od 1 milijun stanovnika i niz drugih islamskih gradova je imao do pola milijuna stanovnika, u dobu kad su najveći europski gradovi rijetko imali više od 50 tisuća stanovnika.

### Knjižnice i papir
Širom islamskog svijeta utemeljene su tisuće knjižnica. Samo u Kordobi ih je bilo 17, a u jednoj od njih oko 500 tisuća naslova. U 13. stoljeću je u Bagdadu bilo 30 vjerskih škola od kojih je svaka posjedovala knjižnicu, u Damasku ih je 1500. bilo 150, opet svaka s knjižnicom. Knjižnica u Kairu u 10. stoljeću je sadržavala i do 2 milijuna knjiga. Brojne su i osobne knjižnice (jedan vlasnik kaže da mu za prijevoz knjiga treba 400 deva, drugi da mu knjige stanu u 600 kutija koje nose dva čovjeka). U oprjeci spram toga, europske srednjovjekovne knjižnice su imale obično tek nekoliko stotina naslova. U 14. stoljeću je knjižnica Sveučilišta u Parizu imala 2000 naslova, a u 15. st. Vatikanska knjižnica tek nekoliko stotina naslova više. 
Sama ljubav prema učenosti ne objašnjava islamske knjižnice. S jedne je strane bjelodano potrebna naklonost bogatih pokrovitelja, spremnih snositi troškove. S druge strane je to proizvodnja papira, nova tehnologija preuzeta od Kineza u 8. stoljeću, koja je omogućila masovnu proizvodnju papira i mnogo jeftinije knjige. Tvornice papira utemeljene su u Samarkandu nakon 751., u Bagdadu 793., u Kairu oko 900., u Maroku 1100., u Španjolskoj 1150. Samo u Bagdadu je 100 trgovina prodavalo papirnate knjige (ne tiskane, već pisane rukom). Islamska je vlast zabranila uporabu tiskarskog stroja, kad se ovaj pojavio u 15. stoljeću, uglavnom iz vjerskih razloga (strah od brzog širenja nepoželjnih tekstova).

### Kemija i alkemija
U kemiji su muslimani dali najveći doprinos napretku znanosti i tehnologije. Taj uspjeh mogu u velikoj mjeri zahvaliti okolnosti da su uglavnom izbjegli predrasude koje su stare Grke držale podalje od rada rukama. Rasprave ukazuju na upućenost u laboratorijske tehnike. Radili su na temelju tradicija i praksi razvijenih u drevnom Egiptu, Babiloniji, Indiji i Kini. Oni su prikupljena znanja objedinili i opskrbili ih s nekim općenitim načelima, stoga ih se može smatrati utemeljiteljima kemije (liječnici), proizvođači mirisa, metalurzi. 
Abu Musa Džabir ibn Hajan al-Báriqi al-Azdi al-Kufi al-Sufi ili latinizirano Geber se smatra ocem kemije. Geber je tijekom 8. stoljeća došao do mnogih važnih otkrića. Uveo je u alkemiju eksperimentalnu metodu i pronašao mnoge kemijske procese, od kojih su najvažniji sinteza dušične kiseline i klorovodične kiseline. U to je doba razvijen postupak destilacije, a među proizvodima destilacije bili su alkohol i petrolej. Al-Biruni je načinio prve laboratorijske tikvice. Islamski su učenjaci proučavali, klasificirali i proizvodili mnoge tvari koje su korištene kao lijekovi.

### Mehaničke inovacije
U tom je području daleko najznačajniji pojedinac bio al-Jazari (1136. – 1206.). Njegova knjiga Knjiga znanja o genijalnim mehaničkim napravama sadrži pedesetak mehaničkih izuma, s detaljnim opisom i crtežima. Popis naprava koje je izumio je dugačak, a uključuje razne automate, mehanizme sa zupčanicima i naprave za podizanje vode. Među njegove najvažnije izume ubraja se koljenasta osovina, koja pravocrtno gibanje klipa pretvara u vrtnju kotača. Tu napravu neki smatraju najvažnijom novinom u području prijevoza od izuma kotača, jer je ona omogućila korištenje snage pare i benzina u motoru s unutrašnjim sagorijevanjem mnogo stoljeća kasnije. Treba imati na umu da su muslimani za prijevoz velikih količina robe koristili karavane deva, a ne kola s kotačima; drugim riječima, u danim su se okolnostima deve pokazale kao mnogo bolje rješenje. Razmatrao je ideju sisaljke s ventilom i izumio je dvocilindričnu povratnu klipnu sisaljku pokretanu vodeničkim kolom. Zamislio je i izradio mnoge automate na pogon vodeničkog kola, koji su koristili drške sa zupcima i zupčanike, poput skupine glazbenika koji su svirali pogonjeni vodom. Također mu se pripisuje sat pogonjen vodom, brava na kombinaciju itd.

### Optika
Ibn al-Haitam ili latinizirano Alhazen iz Kaira (oko 965. – oko 1039.) je slijedio Ptolomeja u kombiniranju matematičkog, fizičkog i medicinskog pristupa optičkim pojavama. Najzanimljivije je to što je nastavio tradiciju pokusa u optici. Ta je sinteza dovela do nove teorije viđenja, zasnovane na ideji da se svjetlost prenosi od vidljivog predmeta do oka. Istraživanje oka bilo je jako razvijeno područje medicine. Kirurški pristup doveo je do zanimanja za ustroj oka. To je dovelo do prvih ideja o prolasku svjetlosti kroz prozirno sredstvo. Očna je leća ukazala na uporabu staklenih leća za uvećavanje. Alhazenovo djelo Optička blaga Arapa Alhazena (naslov latinskog prijevoda) je prvo ozbiljno znanstveno razmatranje tog predmeta. Utemeljenje optike je odlučujući doprinos znanosti. Alhazen je tu vjerojatno koristio doprinose starijih autora, ali ih ne spominje pa ne znamo točno što je preuzeo, a što je njegov izvorni doprinos. To je djelo na latinski vjerojatno preveo Gerardo iz Cremone u 12. stoljeću i na njemu je bila utemeljena čitava srednjovjekovna optika. Njegova je teorija zadominirala najprije islamom, a kasnije i Zapadom, sve do Keplerove teorije retinalne (mrežnica) slike. Razmatrajući putanje prelomljenih zraka objašnjava zašto predmet uronjen u vodu izgleda veći. Dolazi do zaključka da bi stakleni dio kugle trebao povećavati predmet, ako je oko na konveksnoj, a predmet na ravnoj strani. Ne razmatra teorijski druge slučajeve, primjerice konveksnu leću. To je prvi slučaj u optici da teorija prethodi praksi. Drugo je pitanje je li se praksa okoristila takvim prijedlogom ili su majstori nezavisno razvili povećalo.

### Mehanika
Muslimanska se mehanika počinje razvijati u 9. stoljeću. Tabit ibn Kora (826. – 901.), rođen u Haranu, današnja Turska, bio je dvorski astronom u Bagdadu i bavio se je matematikom, medicinom i filozofijom. Bio je jedan od uglednih prevoditelja s grčkog na arapski. Napisao je prvu knjigu o statici, Knjiga Karastuna, koja je prevedena na latinski i koja je bila popularna tijekom cijelog srednjeg vijeka. Točnije, on je napisao uvod za jedan tekst načela statike koji je pripisivan Euklidu. Razmatra se zakon poluge i različiti slučajevi ravnoteže. Glavna je novost da se od geometrijskih dokaza prelazi na algebarske. 
Al-Biruni (973. – 1048.) ili (lat. Alberonius)  je isticao važnost pokusa i mjerenja. Određivao je specifične težine (gustoća) raznih materijala, veoma točno. Obujam ili volumen nepravilnog tijela je mjerio napravom koju je sam konstruirao, mjereći obujam istisnute vode. 
Al-Khazini (djelovao u prvoj polovici 12. stoljeća) podrijetlom je bio Grk. Napisao je jednu od najpoznatijih arapskih knjiga o statici Knjiga o vagama mudrosti. To je bila enciklopedija statike toga vremena. U njoj je raspravljao o vagama i vaganju. Dao je opis svih tada poznatih vaga, raspravljao o ravnoteži na poluzi, o težištu tijela, a određivao je i specifične težine tijela. Tu je nastavio al-Birunijev rad i njegovi su rezultati bili još točniji (od suvremenih se razlikuju za manje od 1%). Došao je do zaključka da specifična težina vode ovisi o temperaturi. Tvrdio je da se Arhimedov zakon može primijeniti i na zrak.

### Astrolab
U 8. stoljeću je u Perziji izumljen mjedeni astrolab. To je bio osnovni mjerni instrument astronoma za određivanje položaja Sunca, Mjeseca i zvijezda. Bio je pomagalo u navigaciji i koristio se je u zemljomjerstvu. Prvi astrolab je vjerojatno načinio Hiparh u 1. stoljeću pr. Kr., a bio je poboljšavan tijekom vremena. Za islamski je svijet bio posebno važan jer je korišten za određivanje lokalnog vremena u svrhu rasporeda molitve, te za određivanje smjera Meke, prema kojoj se vjernik treba okrenuti tijekom molitve. Mjedeni su astrolabi bili vrlo korisni, jer su bili pouzdani i mogli su se lako prenositi. Europljani su ga upoznali u 11. stoljeću, kroz tada islamsku Španjolsku. U 13. stoljeću je Abi Bakr načinio astrolab s kalendarom i zupčanicima. Astrolab je s vremenom postao instrument pomoću kojeg se je moglo riješiti 300 vrsta problema u astronomiji, geografiji i trigonometriji.